# Club Deportivo Oximesa
El Club Deportivo Oximesa fou un club de bàsquet de la ciutat de Granada (Andalusia).

## Història
El CD Oximesa va ser fundat el 1979. Jugà a categoria provincial i Tercera Divisió fins que la temporada 1980-81 ascendí a Segona Divisió. Després de dues temporades en aquesta categoria ascendí a Primera B. La temporada 1986-87 assolí l'ascens a la lliga ACB. Romangué en aquesta categoria fins a la temporada 1991-92, any en què l'ajuntament de Granada adquirí els drets del club convertint-se en Club Baloncesto Granada. Després de la temporada 1992-93, on el club jugà a Primera B, desaparegué.
Per motius de patrocini el club ha rebut les denominacions:
- Oximesa Granada
- Puleva Granada
- Ciudad de Granada

## Trajectòria

### Lligues espanyoles
- 1979-80 Provincial : ascens
- 1980-81 Tercera Divisió : ascens
- 1981-82 Segona Divisió
- 1982-83 Segona Divisió: 2 i ascens
- 1983-84 Primera B
- 1984-85 Primera B
- 1985-86 Primera B : 1 i ascens
- 1986-87 Lliga ACB : 11
- 1987-88 Lliga ACB : 11
- 1988-89 Lliga ACB : 14
- 1989-90 Lliga ACB : 20
- 1990-91 Lliga ACB : 22
- 1991-92 Lliga ACB : 24 i descens
- 1992-93 Primera B

## Presidents
- José Antonio Murado
- Salvador Jiménez

## Entrenadors
- Antonio Gómez Nieto
- Sergio Ibañez
- Ángel Martín Benito
- Francisco Javier Benavidez
- Antonio Gómez Carra
- Dusan Vujovic
- Manolo Cueto
- Pedro Zorrozua
- Daniel Pintor
- Moncho Monsalve
- José Antonio Ureña
- Antonio Guardiola
- Rafael García Montes
- Iñaki Iriarte

## Jugadors destacats
- Dallas Comegys
- Terry White
- Matt White
- Eduardo Clavero
- Joe Cooper